# Lopheliella moolenbeeki
Lopheliella moolenbeeki is een slakkensoort uit de familie van de Skeneidae. De wetenschappelijke naam van de soort is voor het eerst geldig gepubliceerd in 2008 door Hoffman, van Heugten & Lavaleye.